# Preuss-Stummelaffe
Der Preuss-Stummelaffe (Piliocolobus preussi) ist eine Primatenart aus der Gruppe der Stummelaffen. Er wird manchmal als Unterart des Pennant-Stummelaffen geführt, wobei die Systematik innerhalb der Gattung der Roten Stummelaffen umstritten ist. Der deutsche Zoologe Paul Matschie benannte die Art im Jahr 1900 zu Ehren des Botanikers Paul Preuß, der unter anderem die Flora der damaligen deutschen Kolonie Kamerun erforschte.

## Merkmale
Wie alle Stummelaffen ist der Preuss-Stummelaffe ein schlank gebautes Tier mit langem Schwanz und rückgebildeten Daumen. Sein Fell ist dichter mit krauseren Haaren als das Fell anderer Roter Stummelaffen. Rücken und Körperseiten sind rot-schwarz gefärbt, wobei das Schwarz auf dem Rücken und die rötliche Tönung an den Körperseiten dominieren. Die Leisten, der Schwanz, die Außenseiten der Arme und Beine und die Oberseite von Händen und Füßen sind orange bis hell rotbraun. Die Innenseiten der Arme und Beine sind weißlich. Bauch, Brust, Kehle und Kinn sind hell rotgolden. Vorderkopf, Kopfoberseite und Nacken sind schwarz, die Wangen sind orange. Neugeborene sind schwarz mit einer grauen Bauchseite. Die Tiere erreichen eine Kopf-Rumpf-Länge von 56 bis 63 cm und haben einen etwa 75 cm langen Schwanz. Angaben über das Gewicht liegen bisher nicht vor. Die Weibchen haben eine auffällige große Klitoris und bekommen während ihrer Fruchtbarkeit eine große, auffällige, rosige Sexualschwellung, die sich bis in der Gesäßregion erstreckt und die größte unter den Roten Stummelaffen ist. Untersuchungen der mitochondrialen DNA zeigen, dass der Pennant-Stummelaffe (Piliocolobus pennantii) von der Insel Bioko der nächste Verwandte des Preuss-Stummelaffe ist. Die Trennung beider Arten fand vor etwa 300.000 Jahren statt. Äußerlich sind sich die Arten sehr ähnlich, in ihren Lautäußerungen unterschieden sie sich aber deutlich.

## Verbreitung

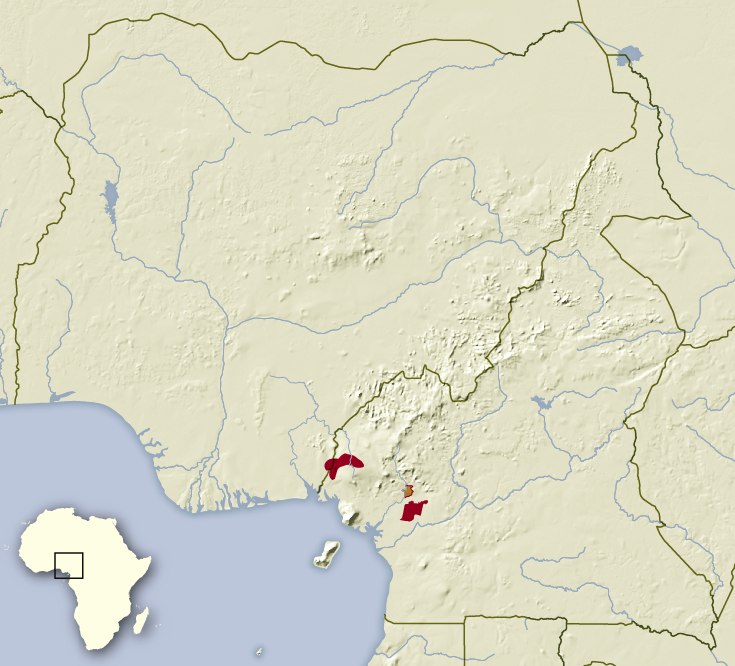
Das inselartige Verbreitungsgebiet des Preuss-Stummelaffen, rot – sichere Vorkommen, orange – mögliche Vorkommen.

Diese Primaten leben nur im westlichen Kamerun in der Yabassiregion (Ebo Wildlife Reserve und Makomba Forrest) und im Korup-Nationalpark und im angrenzenden Oban-Sektor im nigerianischen Cross-River-Nationalpark. Ihr Lebensraum sind vom Menschen ungestörte Tiefland-Regenwälder. In Sekundärwäldern fehlt die Art.

## Lebensweise
Über ihre Lebensweise ist wenig bekannt, vermutlich stimmt sie mit der der anderen Roten Stummelaffen überein. Demzufolge sind sie tagaktiv und halten sich meist auf Bäumen auf. Sie leben in großen Gruppen, die aus mehreren Männchen und Weibchen und dem dazugehörigen Nachwuchs bestehen. Bisher wurden Gruppen mit 20 bis mehr als 80 Tieren beobachtet. Eine Gruppe bewohnt ein Territorium das im Durchschnitt 100 Hektar groß ist. Preuss-Stummelaffen sind Pflanzenfresser, die sich vorwiegend von jungen Blättern, außerdem von Früchten, Trieben, Blüten und Käfern ernähren. Die Nahrungspflanzen der Art stammen zu etwa 50 % aus den Familien der Annonen- und Sapotengewächse.

## Gefährdung
Hauptbedrohung des Preuss-Stummelaffen ist die Jagd durch den Menschen. In der Umgebung des Korup-Nationalparks stellt die Art den größten Teil des zum Verkauf angebotenen Bushmeats. Zu den natürliche Beutegreifern, die dem Preuss-Stummelaffen nachstellen, gehören der Schimpanse, der Leopard, die Afrikanische Goldkatze, der Nördliche Felsenpython und vor allem der Kronenadler. Die überaus meisten Stummelaffen, die getötet werden, fallen jedoch dem Menschen zum Opfer. Außerdem stellt die fortschreitende Zerstörung ihres Lebensraumes eine Gefährdung für die Tiere dar. Die Weltnaturschutzunion IUCN listet ihn nunmehr als vom Aussterben bedrohte Art („Critically Endangered“), nachdem die vergangenen Listungen auf stark gefährdet („Endangered“) gelautet hatten.